# Arkadiusz Bożek

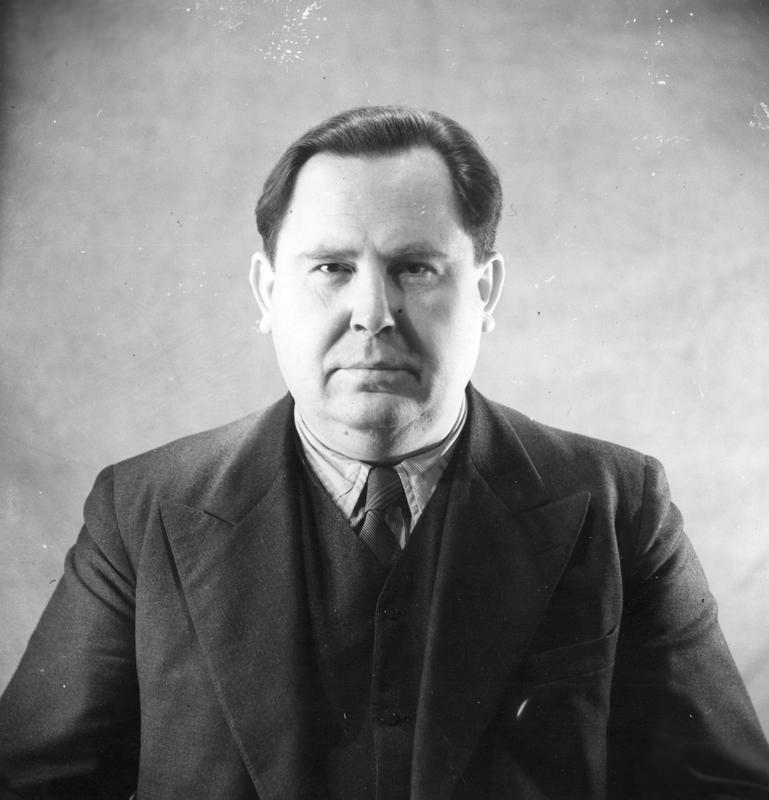
Bożek (1940/44)

Arkadiusz „Arka“ Bożek (* 12. Januar 1899 in Markowitz bei Ratibor; † 28. November 1954 in Kattowitz) war ein polnischer Minderheitenpolitiker in Schlesien. Bożek war Mitglied des Provinziallandtages der Provinz Oberschlesien. Im Zweiten Weltkrieg emigrierte er nach Großbritannien. Bożek war nach dem Krieg Vizewoiwode in der Wojewodschaft Schlesien-Dabrowa, Volksrepublik Polen.

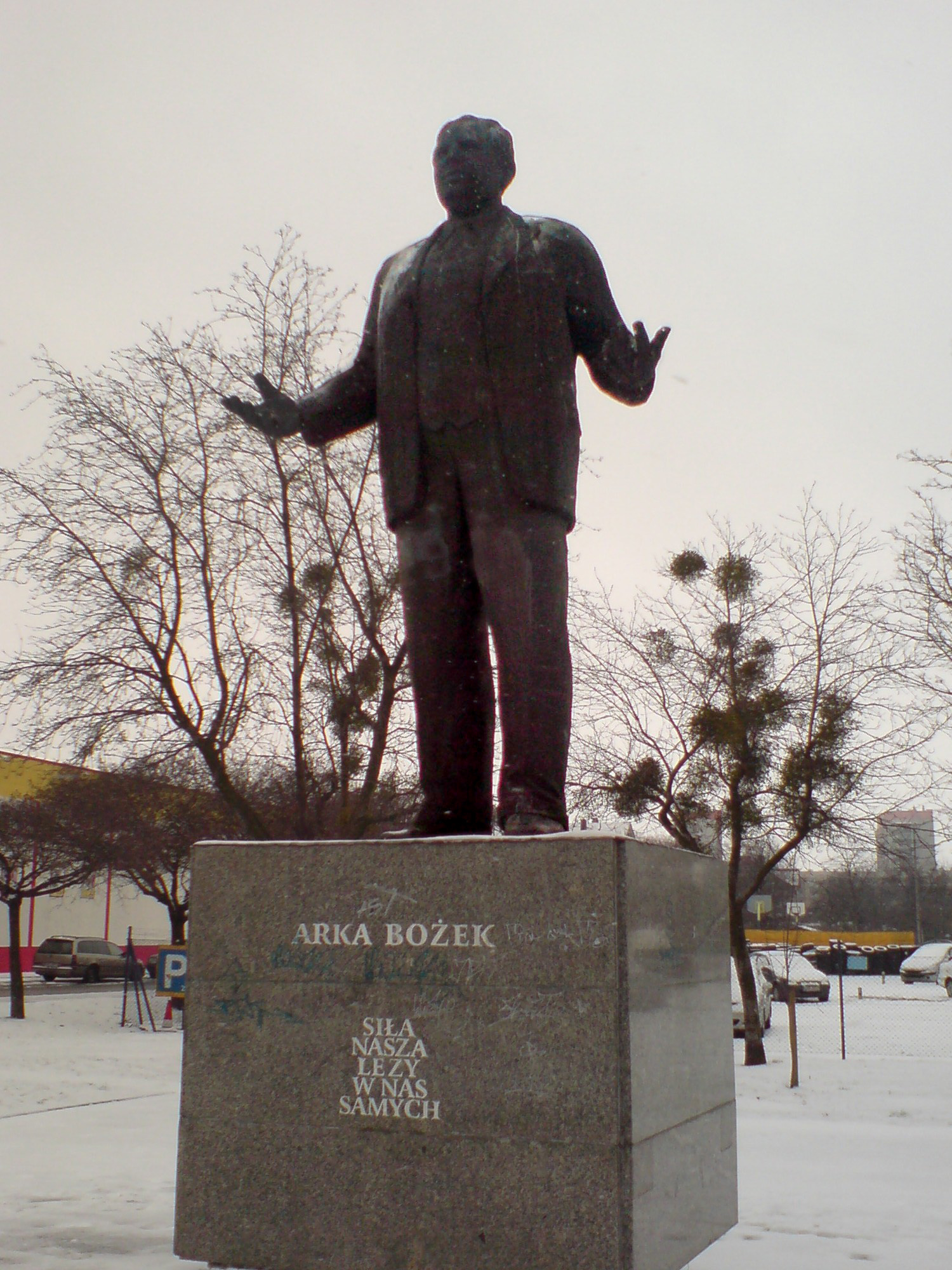
Arka Bożek Denkmal

In Ratibor steht ihm zu Ehren ein Denkmal.